# 金沙街道 (南通市)
金沙街道是中华人民共和国江苏省南通市通州区下辖的一个街道办事处。街道办事处驻南山居委会大庆路10号。
2015年3月24日，江苏省人民政府批复同意将原金沙镇东市、南山、新村、虹南、虹西、北山、朝阳、新市、安康、育才10个居委会和进鲜港、虹西、城东、新三园、金北、太山、平桥镇、港北、金余9个村委会区域设立通州区金沙街道办事处。
将原金沙镇金南、八角亭、镇南、金乐、碧堂庙、金桥、果园、华山8个居委会和三姓街、狮子桥、花家渡、界北、文山、油榨、张门、邢园、元帅庙、通灵桥10个村委会区域与原先锋镇利民、正场、民平3个村委会，以及二甲镇进东、麒麟桥2个村委会，川姜镇双池头、复兴、朝东圩、夏四店、大石桥、金普6个村委会区域合并，设立通州区金新街道办事处。

## 行政区划
金沙街道下辖以下行政区划单位：
东市社区，南山社区，新村社区，虹西社区，北山社区，朝阳社区，新市社区，安康社区，育才社区，虹南社区，天霞社区，天熹社区，天晖社区，天虹社区，进鲜港村，虹西村，城东村，新三园村，金北村，太山村，平桥镇村，港北村，金余村。